# Vodegna (Incoronate)
Vodegna, Vodegno, Vedegnak o Kodognak (in croato: Vodenjak) è un isolotto disabitato della Dalmazia settentrionale, nel mare Adriatico, in Croazia, che fa parte delle isole Incoronate; si trova a sud dell'isola Incoronata, a ovest dell'isola Lunga. Amministrativamente appartiene al comune di Morter-Incoronate, nella regione di Sebenico e Tenin.

## Geografia
Vodegna, di forma arrotondata, si trova circondato da altri isolotti a nord e a est mentre il lato sud-ovest dà sul mare aperto. È situato a circa 320 m dall'estremità nord-ovest di Gomigna e 670 m da Casella. L'isolotto ha una superficie di 0,081 km², uno sviluppo costiero di 1,05 km e un'altezza di 41 m,

### Isole adiacenti
- Casella (Kasela), a nord-ovest.
- Isolotti Prisgnago (Prišnjak Veli e Prišnjak Mali), a nord.
- Lunga (Lunga), a est.
- Gomigna (Gominjak), a sud-est.

### Cartografia
- (HR) Mappa topografica della Croazia 1:25000, su preglednik.arkod.hr. URL consultato il 5 ottobre 2017.
- G. Giani, Carta prospettiva delle Comuni censuarie della Dalmazia, foglio 5, 1839. Fondo Miscellanea cartografica catastale, Archivio di Stato di Trieste.
- Carta di cabottaggio del mare Adriatico, foglio VII, Milano, Istituto geografico militare, 1822-1824. URL consultato il 5 ottobre 2017 (archiviato dall'url originale il 13 aprile 2013).